# Andreas Panagiōtou
Andreas Panagiōtou (in greco Ανδρέας Παναγιώτου?; Nicosia, 31 maggio 1995) è un calciatore cipriota, attaccante dell'AEL Limassol e della nazionale cipriota.

## Carriera

### Club
Ha giocato nella massima serie cipriota.

### Nazionale
Il 22 marzo 2017 ha esordito con la nazionale cipriota giocando l'amichevole vinta 3-1 contro il Kazakistan.

## Statistiche

### Cronologia presenze e reti in nazionale
| Cronologia completa delle presenze e delle reti in nazionale ― Cipro | Cronologia completa delle presenze e delle reti in nazionale ― Cipro | Cronologia completa delle presenze e delle reti in nazionale ― Cipro | Cronologia completa delle presenze e delle reti in nazionale ― Cipro | Cronologia completa delle presenze e delle reti in nazionale ― Cipro | Cronologia completa delle presenze e delle reti in nazionale ― Cipro | Cronologia completa delle presenze e delle reti in nazionale ― Cipro | Cronologia completa delle presenze e delle reti in nazionale ― Cipro |
| Data                                                                 | Città                                                                | In casa                                                              | Risultato                                                            | Ospiti                                                               | Competizione                                                         | Reti                                                                 | Note                                                                 |
| -------------------------------------------------------------------- | -------------------------------------------------------------------- | -------------------------------------------------------------------- | -------------------------------------------------------------------- | -------------------------------------------------------------------- | -------------------------------------------------------------------- | -------------------------------------------------------------------- | -------------------------------------------------------------------- |
| 22-3-2017                                                            | Larnaca                                                              | Cipro                                                                | 3 – 1                                                                | Kazakistan                                                           | Amichevole                                                           | -                                                                    | 77’ 79’                                                              |
| 4-6-2021                                                             | Budapest                                                             | Ungheria                                                             | 1 – 0                                                                | Estonia                                                              | Amichevole                                                           | -                                                                    | 71’                                                                  |
| 7-6-2021                                                             | Charkiv                                                              | Ucraina                                                              | 4 – 0                                                                | Cipro                                                                | Amichevole                                                           | -                                                                    | 36’                                                                  |
| 2-6-2022                                                             | Larnaca                                                              | Cipro                                                                | 0 – 2                                                                | Kosovo                                                               | UEFA Nations League 2022-2023 - 1º turno                             | -                                                                    | 67’                                                                  |
| 12-6-2022                                                            | Belfast                                                              | Irlanda del Nord                                                     | 2 – 2                                                                | Cipro                                                                | UEFA Nations League 2022-2023 - 1º turno                             | -                                                                    | 46’                                                                  |
| 28-3-2023                                                            | Erevan                                                               | Armenia                                                              | 2 – 2                                                                | Cipro                                                                | Amichevole                                                           | -                                                                    |                                                                      |
| 12-9-2023                                                            | Granada                                                              | Spagna                                                               | 6 – 0                                                                | Cipro                                                                | Qual. Euro 2024                                                      | -                                                                    | 90+1’                                                                |
| 19-11-2023                                                           | Limassol                                                             | Cipro                                                                | 1 – 0                                                                | Lituania                                                             | Amichevole                                                           | -                                                                    | 46’                                                                  |
| 11-6-2024                                                            | Serravalle                                                           | San Marino                                                           | 1 – 4                                                                | Cipro                                                                | Amichevole                                                           | -                                                                    | 46’                                                                  |
| 6-9-2024                                                             | Marijampolė                                                          | Lituania                                                             | 0 – 1                                                                | Cipro                                                                | UEFA Nations League 2024-2025 - 1º turno                             | -                                                                    | Cap. 45+2’ 46’                                                       |
| 9-9-2024                                                             | Larnaca                                                              | Cipro                                                                | 0 – 4                                                                | Kosovo                                                               | UEFA Nations League 2024-2025 - 1º turno                             | -                                                                    | 46’                                                                  |
| Totale                                                               |                                                                      | Presenze                                                             | 11                                                                   |                                                                      | Reti                                                                 | 0                                                                    |                                                                      |

## Palmarès

### Club

#### Competizioni nazionali
- Campionato cipriota: 1

Apollōn Limassol: 2021-2022